# Ocelový pakt

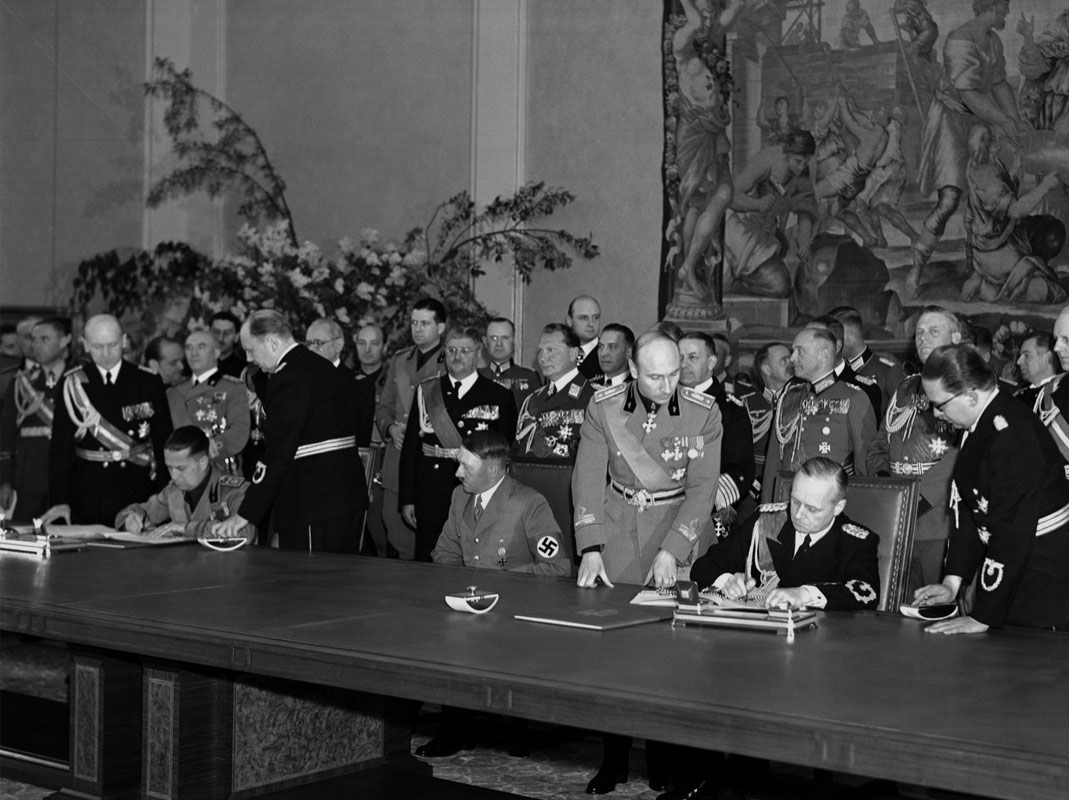
Adolf Hitler, Galeazzo Ciano a Joachim von Ribbentrop při podpisu Ocelového paktu

Ocelový pakt (německy Stahlpakt, italsky Patto d'Acciaio) byla smlouva o vzájemné pomoci ve válce podepsaná mezi Třetí říší a Itálií 22. května 1939. Název paktu poprvé použil Benito Mussolini, který se domníval, že jeho původní název Pakt krve by byl v Itálii špatně přijat.

## Obsah

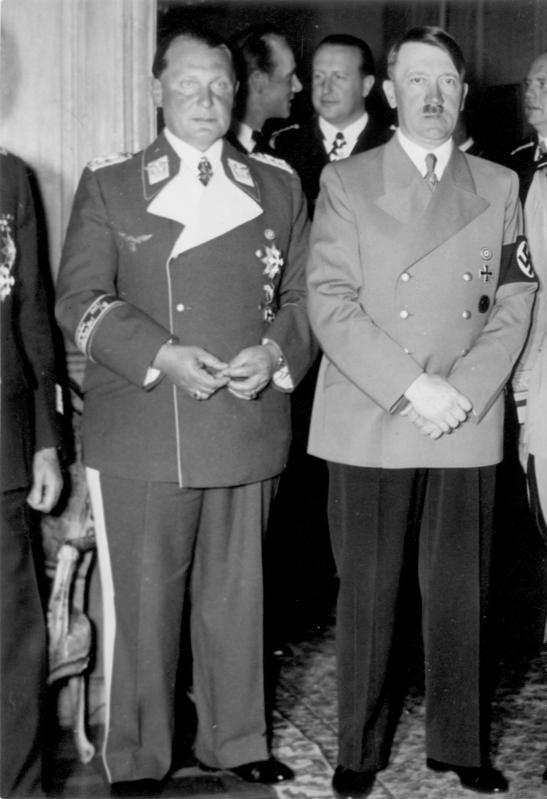
Hermann Göring a Adolf Hitler v den podpisu Ocelového paktu

Pakt zavazoval ke vzájemné pomoci v případě války s třetí mocností, a to i v útočné válce na souši, na moři i ve vzduchu. Týkalo se to i politické a diplomatické pomoci. Skládal se ze dvou částí: první obsahovala otevřené prohlášení o zachování důvěry a spolupráce mezi Německem a Itálií, zatímco druhá, „Tajný dodatkový protokol“, doporučuje spojení vojenské a hospodářské politiky. Obě strany se například dohodly, že budou trvat na platnosti tzv. Gotthardské smlouvy z roku 1909, která jim zaručovala právo převážet zboží přes švýcarské území v zapečetěných vagonech po Gotthardské dráze a Gotthardským tunelem. Tato dohoda měla velký význam pro dopravu válečného materiálu za druhé světové války.

## Význam
Ocelový pakt měl zajistit ochranu zájmů obou spřátelených stran. Pro Německo byl – vedle paktu se SSSR – bezprostřední přípravou na napadení Polska. To se začalo plánovat okamžitě po podpisu paktu, v memorandu z 30. května 1939 však sdělil Mussolini Hitlerovi, že Itálie nebude k útočné válce připravena dříve než koncem roku 1942. Hitler to ignoroval, Itálie se ale nakonec přepadení Polska nezúčastnila.
23. listopadu 1940 se k Ocelovému paktu připojilo Rumunsko. Pakt byl z italské strany zrušen příměřím se spojenci ze 3. září 1943.